# Deiva Marina
Deiva Marina – miejscowość i gmina we Włoszech, w regionie Liguria, w prowincji La Spezia.
Według danych na rok 2004 gminę zamieszkuje 1467 osób, 104,8 os./km².